# Малагуша Василь Андрійович
Малагуша Василь Андрійович (нар. 31 грудня 1911, с. Гур'ївка в Новоодеському районі Миколаївської області — пом. 2007). Активний учасник літературного життя в Україні в 30-і роки, член Всеукраїнської Спілки пролетарських письменників (ВУСПП).

## Дитячі роки і освіта
З шести років Василя віддали на виховання в сім'ю миколаївських учителів Васильєвих. У четвертому класі він вчиться в школі № 8 м. Миколаєва. Після закінчення Гур'ївської семирічки вчився в Миколаївському інституті соціального виховання (зараз Миколаївський національний університет імені В. О. Сухомлинського), у якому після навчання залишився працювати директором робітфаку. Пізніше став асистентом кафедри мови і літератури.

## Письменник і Миколаївщина
У Миколаєві в 30-ті роки працювали творчі групи Всеукраїнської Спілки пролетарських письменників — «Жовтень», об'єднання робітників-суднобудівників «Шків», комсомольських письменників «Молодняк».
В. А. Малагуша активно включився в літературне життя рідного краю. Він дружив із літераторами, які в майбутньому стали відомими письменниками: Б. Лавреньовим, Е. Багрицьким, Я. Шведовим та ін. В. А. Малагуша друкувався в журналі «Стапель» (орган Миколаївської організації ВУСПП), «Молодняк», газеті «Шлях індустріалізації».

## Арешт
Двадцятип'ятирічний асистент кафедри мови та літератури В. Малагуша публічно дав оцінку роботі місцевого НКВС, не схвалив суцільної колективізації. За це у 1937 році був заарештований як учасник антирадянської націоналістичної організації. Спочатку від нього вимагали зізнань в авторстві вірша «Портретов Ленина не видно». Це вірш Миколи Полєтаєва, але у жодній з бібліотек Миколаєва не виявилось його збірки. Звинувачення щодня обростало новими фактами і дивовижними деталями. Нарешті до полєтаєвських віршів про Леніна додалося зізнання професора Миронця про «участь його асистента Василя Малагуші в роботі націоналістичної терористичної організації», котру органи «розкрили» у стінах Миколаївського інституту соціального виховання.
Спершу це не вкладалось у голові. Миронець і контрреволюційна змова — абсолютно несумісні речі. Та вже через декілька днів молодий викладач зрозумів, яким чином були одержані ці зізнання від літнього професора… Була інсценована так звана очна ставка. Зчорнілий від побоїв, позбавлений волі і фізичних сил чоловік повторював свої «зізнання», ховаючи очі.
Нестерпно довго тяглася доба в слідчому ізоляторі. Сірі стіни, сіра бетонна підлога. Камера — без жодного тапчана, матраца, вщерть наповнена змученими людьми. Нічне повітря час від часу порушує тяжке зітхання, кашель чи стогін тих, хто повернувся з допитів. Ті, хто зберігав сили, крутилися з боку на бік, аби до ранку крижана підлога не вистудила до решти душу і тіло.
Слідчі працювали змінами. Василя Малагушу, як і інших, передавали з рук у руки. Оригінальністю запитань ніхто не відзначався. Поклавши пістолета перед собою на стіл, шанобливо, з підкресленою повагою показували на портрет Сталіна.
У порівнянні з жорстокістю і методичністю тортур, ці випробування видавались тепер невинними жартами. Тепер Василь не мав жодного сумніву, як саме було зломлено дух старого, ні в чому не винного професора Івана Дмитровича Миронця. Таким же варварським методом у молодого викладача Малагуші пробували вирвати імена друзів. Збагнув, що назвати будь-кого із товаришів означає негайно зарахувати їх в один ряд із собою, себто до ворогів народу, Василь відповідав: друзів і подруг не мав, весь вільний час віддавав науковим та літературним заняттям. Як міг, відвертав увагу від товаришів, друзів. А ось подруги, коханої дівчини у Василя не було.
Виїзною сесією Військової колегії Верховного Суду СРСР Василя Малагушу засудили за статтею 54, що передбачала десять років тюремного ув'язнення і п'ять років позбавлення громадянських прав.
Протягом 1938—39 років тюремні адреси політв'язня Василя Малагуші неодноразово змінювались. З п'ятої Харківської в'язниці його знову повернули до Миколаївської, потім знов перепровадили до Харкова, Одеси, Житомира… У Миколаєві, коли в «чорному вороні» везли на допит, фортуна спробувала подарувати йому рятівний шанс. На одній із дорожніх вибоїн заґратовані двері машини раптом розчинились. Мабуть, конвоїр, випускаючи ув'язненого за потребою, зачинив замок не на повний оберт. Внутрішній голос підштовхував: «Стрибай! Ніч як дьоготь, обабіч дороги — густі бузькі плавні». Він же, просунувши руку через ґрати, шалено гамселив по кабіні водія до тих пір, поки машина не зупинилась. Втеча була рівнозначна визнанню провини. Малагуша ж вирішив довести, що честь його незаплямована, і на волю вийти лише тоді, коли всі звинувачення будуть зняті офіційно.
Засвоївши маленькі хитрощі тюремної «школи» та вимінявши в охоронця грифельний стержень на продуктову посилку із дому, він невтомно писав листи рідним. Ці звісточки на тонкім цигарковім папері викидались при переведенні із однієї тюрми в іншу через вагонні ґрати з проханням до добрих людей переслати за призначенням. Листи, збережені батьками, разом з офіційними відповідями із різних інстанцій зберігалися в архівах Василя Андрійовича Малагуші. Ось уривки одного із них:
|  | «…таточку, рідний, я плачу, я клянусь Вам своїм життям, що Ваш син той, яким Ви його виховали... Хай живе життя і партія, котра неодмінно знайде справжніх ворогів, що спровадили мене сюди... Я в це твердо вірю… Наклепники оббрехали мене… Поглумились над святим іменем більшовика, котре я пронесу через все життя. З цим іменем мені хотілося б і вмерти. Ось чому я живу, ось чому Я не наговорював ні на себе, ні на інших. Я не боюсь, не падаю духом. Ось чому в тюремних листівках, таточку, я писав, що почуваю себе добре. Не сумуйте і ви, мої любі. Бережіть своє здоров’я... не побивайтесь за мною. Скоро побачимось, дорогі мої таточко, мамочко, Гришенько, Сімочко, Клаво, Олю, Колечко. Цілую вас міцно. Вася. 24 червня 1938 року (лист кидаю на станції Основа Південної залізниці) ». |

Рідні, впевнені в безвинності сина, не заспокоюючись, писали в органи прокуратури, особисто Сталіну, Берії, Ворошилову. Відповіді звідусіль приходили невтішні: «Прокурор Української Радянської Соціалістичної Республіки, м. Київ, Короленка, 15. гр. Малагуші А. М. За розпорядженням прокурора відділу зі спецсправ повідомляю, що заява з приводу Вашого сина Малагуші В. А. Прокуратурою УРСР залишена без розгляду. Референт відділу Кацева».
Постійна напруга, що не дозволяла ні на хвилину розслабитися, стала причиною затяжної нервової гарячки В. Малагуші. Боліло зломане ребро, підсилюючи сверблячку, що розповсюджувалася по тілу кривавими виразками. Та в душі Василь радів. А раптом лікар сприйме цю нервову гарячку за екзему або ще краще — коросту. Тоді — медкорпус, де, кажуть, ліпше годують. Так воно й вийшло. Медкорпус після тісної камери видався санаторієм. Коростяним хворим звеліли, роздягшись догола, годинами лежати на брудних матрацах, накритих товстим шаром темної сіро-ртутної мазі. Приймаючи ці процедури, можна було трохи відіспатись, насолоджуючись самотністю, віддаючись спогадам. Та й їжа в медкорпусі була набагато ситніша.
У неволі він пробув 10 років, у 1955 р. реабілітований.

## Життя після ув'язнення
На Колимі, він познайомився зі своєю обраницею — політв'язнем Оленою Груббе. Повернувшись із ув'язнення разом із дружиною, вони взялися за пошуки адрес загиблих, їх рідних. Горе не обійшло й сім'ю дружини — потомків латиських стрільців. Два брати, Микола й Петро, були репресовані й знищенні в 1938 році, відразу ж після арешту Олени, звинуваченої у зв'язках із буржуазною Латвією та в шпигунській діяльності. Лише в 1957, після XX з'їзду КПРС, вони були реабілітовані. Та ні мати, ні батько не дожили до цієї звістки.
Реабілітації і поновлення в партії Василь Андрійович Малагуша дочекався уже в Таласі, куди поїхав за заповітом Теміркула. Був спочатку викладачем російської мови та літератури, креслення, малювання у семирічній школі № 1. Потім пропагандистом, лектором-консультантом Таласького райкому партії. Його нариси, вірші, статті друкували газети «Радянська Киргизія», «Комсомолець Киргизії», журнал «Блокнот агітатора». Довгі роки в редакціях приймали лише ті матеріали, де автор розповідав про своє революційне минуле, писав про роботу очолюваного ним атеїстичного гуртка. Вірші ж, створені під враженням від табірних випробувань, вперто не помічало ні одне видання. Їх або ж повертали, або ж губили, як це трапилось із п'єсою про Колиму.
Одержавши якось рукопис із порадою кинути писати, він ішов дорогою і створював свого «Погорільця». Проста, здавалось би, мудрість людського життя: попала людина в біду, згоріла хата — і несли люди колись хто шматок хліба, хто гріш, хто звичайне людське співчуття. А у нього згоріла в буреломі літ юність — і тиняється поет коридорами редакцій газет, журналів, видавництв.
Він продовжував писати, стукати в міцно зачинені двері і душі… Тут, у Фрунзе, поховав свою першу дружину Олену. Тут знайшла його колишня знайома з Миколаєва Клавдія Нікітіна. Вона, вже бабуся, випадково дізналась фрунзенську адресу свою земляка, котрий овдовів, як і вона, шість років тому. Їй судилося стати дружиною військового, перенести весь жах фашистської окупації і щастя визволення… Разом із другою дружиною Клавдією Яківною Нікітіною усиновили хлопчика — сироту Сашка.
На схилі літ В. Малагуша проживав у Білорусі в м. Мінськ. Звідти в 2003 році він прислав у Гур'ївську школу свою маленьку збірочку віршів зі словами: «Рідним землякам, всім вчителям та учням від колишнього учня Гур'ївської школи із щирою відданістю та любов'ю». У цій збірці під назвою «Сага про вічну мерзлоту» була й поезія про рідне село, написане в 1939 році.

## Збірки віршів В.А.Малагуши
- «Сберечь хоть капельку души…» (1988)
- «Случай в забое»: Стихи
- «И вздрогнет душа …» (2004)
- Стихи: биография отдельного лица (2004)
- «Апокалипсис» (2007)
- «Сага про вічну мерзлоту»(1939)